# Nezumia infranudis
Nezumia infranudis är en fiskart som först beskrevs av Gilbert och Hubbs 1920.  Nezumia infranudis ingår i släktet Nezumia och familjen skolästfiskar. Inga underarter finns listade i Catalogue of Life.